# 張宗援
張宗援（1892年1月6日—1948年9月9日），是20世紀初期在中國活動的日本浪人、馬賊。原名伊達順之助（日语：／ Date Junnosuke），出身華族，祖先是東北大名伊達政宗。後改名張宗援，加入中國國籍，他曾支持滿蒙獨立運動，並參加了山東自治聯軍，二次大戰後在上海被槍決。

## 生平

### 早年
順之助出生在日本華族家庭，其先祖為戰國時代和江戶時代的大名伊達氏，為伊達政宗的後裔。其祖父伊達宗城為日本明治時代著名政治家，父親伊達宗敦是日本仙台藩知事。順之助是家中第六子，品行惡劣，因此先後轉學麻布中學、慶應普通部、立教中學等學校，最後於1914年在舊制海城中學校畢業。
其中，在立教中學就學期間，曾於1909年5月13日在東京明石町的路上，因細故與不良少年發生爭吵，順之助就開槍將其打死。10月15日，東京地方裁判所判處他懲役12年，1910年6月控訴審判中宣判懲役6年，伊達家的律師偵探岩井三郎調查受害者的品行後，證明他是自衛行為。大審院令宮城上訴院判決，被判處緩刑而釋放。

### 前往中國
伊達順之助與北一輝、大川周明、出口王仁三郎等人交情很深。1916年參與了暗殺張作霖的計劃，1919年參與暗殺山縣有朋的計劃，但都失敗了。其激進行為非常突出。1919年朝鮮總督齋藤實任內，擔任義州國境警隊長，並於1923年襲擊朝鮮武裝根據地。
1916年，川島浪速與肅親王善耆推動第二次滿蒙獨立運動，伊達順之助參加了，出任奉系军阀张作霖的少将安全顾问，负责训练精干卫兵。1916年5月27日张作霖在沈阳遇刺后，伊達順之助成為大陸浪人。1922年去山东與当地軍閥張宗昌結為義兄弟，改名張宗援。
1931年脫離日本國籍，加入中國國籍。他實行了與日本關東軍、滿洲國、汪精衛政權、中國國民政府以及中國共產黨完全不同的路線，試圖使滿、蒙、魯獨立或自治。九一八事变后，在沈阳一带招收两千余人，成立了奉天警备军第一旅，王殿忠为旅长，李寿山任副旅长。1932年，李寿山拉出一千多人自立，出任安(东)奉(天)少将警备司令，张宗援为少将副司令，下辖3个步兵营及骑兵连、机枪连、击炮连、山炮连、大刀队，驻扎在营口外的大石桥到安东一带，镇压反日的邓铁梅东北民众自卫军等部。1934年12月，该部被整编为正规满洲国军第三混成旅，正副旅长为李寿山、张宗援，隶属于于芷山的第一军管区（原奉天省警备军）。

### 山東自治聯軍
1938年1月，华北方面军司令官寺内寿一大将同意关东军板垣征四郎、喜多诚一派满洲国军第三混成旅长李寿山、张宗援编成“满洲国派遣军李支队”到胶县王台(今属黄岛区)一带驻防开展“怀柔”工作，因李寿山为即墨县城阳镇人。1938年2月该部收编了鲁南巨匪刘黑七（刘桂堂）、张宗昌旧部高玉璞等杂牌势力。组建了“山东自治联军”，李寿山和伊达顺之助分别任正、副总司令。
1938年2月台儿庄战役前夕，和李寿山带领约3000部队配合日军占领日照、石臼所等地。1948年4月，与刘黑七率部进攻赣榆柘汪，被于学忠第五十一军在海州击败。随后在涛雒再败。伊达顺之助率“山东自治联军”进驻胶东。1938年秋，张步云投靠“山东自治联军”张宗援。1938年9月至11月，率部在平度和八路军山东抗日游击队第五支队多次作战。1938年11月4日，中国黄道会华北本部在青岛成立，张宗援任总裁。由于赵保原带部队接受了山东省第八专区专员兼保安司令厉文礼的收编，李寿山被日军判刑五年，张宗援升任“山东自治联军”上将总司令。
1939年1月16日，张宗援率部以为张宗昌扫墓为借口，由平度进占掖县。1月25日至28日在掖县屠杀平民四百余人，史称“掖县惨案”。1939年6月张部占领栖霞。1939年6月13日八路军山东纵队第五支队经3天激战攻克栖霞城，张部退占莱阳城。八路军山东纵队第五支队追击进攻莱阳，张部退向即墨。此后，张宗援部队逐步解体。1940年日本华北方面军下令解散在日照县的“山东自治联军”。投奔正在青岛担任海军司令官的堂弟桑折英三郎子爵，并从海军司令部获得了一个海军高级顾问的身份。

### 處決
1945年日本二戰投降後，11月17日張宗援作為戰犯在青岛被捕。先後關押在青島拘留所、上海監獄臨時戰犯拘留所和江灣鎮戰犯收容所。1947年12月29日上海军事法庭开庭审理战犯伊达顺之助。以“计划阴谋对中国之侵略战争、纵容部署连续屠杀我无辜平民、强迫非军人从事有关敌人军事行动之工作”三项罪名被判處死刑，送往上海提篮桥監獄關押，並於1948年9月9日槍決。是抗战胜利后在提篮桥监狱刑场处决的14名日本战犯的最后一名。

## 系譜
- 正妻所生：

- 伊達宗義（拓殖大學教授、花園大学名譽教授－研究中國軍事問題。）
- 伊達政之（香港第一日文專科學校校長）
- 伊達智子

- 妾所生：

- 張宗貴（中國籍，移送上海教会收养）
- 谭书明 (中国籍，移送中国谭氏收养，孙辈已改回张姓）

## 以張宗援為人物原型的小説
- （作者：檀一雄）－實名無。主人公伊達麟之助的原型就是伊達順之助。
- （作者：都築七郎）
- （作者：伊達宗義）
- （作者：胡桃澤耕史）
- 《頭彈》（著：樋口明雄）
- 《狼叫》（著：樋口明雄）